# Cyathea coriacea
Cyathea coriacea är en ormbunkeart som beskrevs av Masahiro Kato. Cyathea coriacea ingår i släktet Cyathea och familjen Cyatheaceae. Inga underarter finns listade.